# Alberto Bonucci
Alberto Bonucci (Campobasso, 19 maggio 1918 – Roma, 5 aprile 1969) è stato un attore e cabarettista italiano, attivo sia in cinema che in radio e televisione.

## Biografia
Dopo aver recitato in varie compagnie di rivista, alla radio sino dai primi anni quaranta, si trasferì a Parigi nel 1949 esibendosi con Vittorio Caprioli e Luciano Salce nel cabaret Rose Rouge, costruendo così le basi per la compagnia che gli avrebbe dato fama e successo. Nel 1950 è nel nutrito cast di Carosello napoletano, nella prima versione teatrale con il debutto al Teatro della Pergola di Firenze.
Nel 1950, dopo l'esperienza al Piccolo Teatro di Milano, fondò insieme a Caprioli e Franca Valeri la celebre compagnia del Teatro dei Gobbi, che lanciò un nuovo stile di comicità, fatta di satira di costume, e con cui diede vita anche a varie trasmissioni radiofoniche, dalla rivista Lo schiaccianoci (1952) a Le donne di James Thurber (1953, a cura di La Capria, realizzazione di Giagni) a Courteline all'italiana (1954, regia di Mondolfo).
Il 3 maggio 1959 presso il Teatro Nuovo di Milano mette in scena, con la Compagnia Errepì, I diari, commedia in tre atti di Pier Benedetto Bertoli.
Da ricordare, infine, la partecipazione a spettacoli teatrali come Intrighi d'amore (1951) e Senza rete (1954, "rivista" scritta con Paolo Panelli) e a film come Luci del varietà di Lattuada e Fellini (1950) e Carosello napoletano di Giannini (1954, trasposizione filmica dell'omonima rivista). Nel 1962 ha diretto inoltre l'episodio "Il serpente", dall'omonimo racconto di Mario Soldati, per il film L'amore difficile.
Apprezzato per le naturali virtù comiche e l'asciutta ironia, interpretò numerose pièce ai microfoni della Rai, fra cui Champignol suo malgrado di Feydeau (1955, regia di Benedetto), L'esame di aritmetica di Perret (1956, regia di Morandi, Premio Italia), L'ufficiale reclutatore di Farquhar (1959, regia di Gastone Da Venezia), Vinzenz e l'amica degli uomini importanti di Musil (1961, regia di Bollini), Ciascuno a modo suo di Pirandello (1961, regia di Orazio Costa), I giorni più lieti di Giannino Antona Traversi (1965, regia di Benedetto), Capo Finisterre di Pistilli (1965, regia di Bandini), Lo scialle di Lady Hamilton di Talarico (1968, regia di Masserano Taricco).
Per la Rai ha preso parte alle riviste radiofoniche Punto interrogativo, condotta da Delia Scala e Silvio Gigli, assieme a Teddy Reno (1952), e Lo schiaccianoci di e con - oltre a Bonucci - Franca Valeri e Vittorio Caprioli, regia di Nino Meloni, in onda nel 1953.
Negli anni '60 interpretò spot pubblicitari per la benzina Agip.
Padre dell'attore Emilio Bonucci, è morto a causa di una crisi cardiaca, aggravata da una polmonite. Poco tempo prima aveva superato un delicato intervento cardiochirurgico recandosi a Londra, presso una clinica all'avanguardia per i tempi.

## Filmografia
- Luci del varietà, regia di Federico Fellini e Alberto Lattuada (1950)
- Clandestino a Trieste, regia di Guido Salvini (1951)
- Totò a colori, regia di Steno (1952)
- Concorso di bellezza, episodio di Villa Borghese, regia di Gianni Franciolini (1953)
- Carosello napoletano, regia di Ettore Giannini (1954)
- La contessa di Castiglione, regia di Georges Combret (1954)
- La moglie è uguale per tutti, regia di Giorgio Simonelli (1955)
- La piccola guerra (Les Hussards), regia di Alex Joffé (1955)
- Gli anni che non ritornano, regia di Yves Allégret (1955)
- Lo svitato, regia di Carlo Lizzani (1956)
- Susanna tutta panna, regia di Steno (1957)
- Femmine tre volte, regia di Steno (1957)
- Ladro lui, ladra lei, regia di Luigi Zampa (1958)
- Promesse di marinaio, regia di Turi Vasile (1958)
- Il terrore dell'Oklahoma, regia di Mario Amendola (1959)
- Roulotte e roulette, regia di Turi Vasile (1959)
- Il mattatore, regia di Dino Risi (1960)
- Le signore, regia di Turi Vasile (1960)
- Il sangue e la rosa, regia di Roger Vadim (1960)
- Un mandarino per Teo, regia di Mario Mattoli (1960)
- Gli incensurati, regia di Francesco Giaculli (1961)
- Il giudizio universale, regia di Vittorio De Sica (1961)
- Scandali al mare, regia di Marino Girolami (1961)
- Le magnifiche 7, regia di Marino Girolami (1961)
- Walter e i suoi cugini, regia di Marino Girolami (1961)
- Pugni pupe e marinai, regia di Daniele D'Anza (1961)
- I tromboni di Fra' Diavolo, regia di Giorgio Simonelli (1962)
- I motorizzati, regia di Camillo Mastrocinque (1962)
- Twist, lolite e vitelloni, regia di Marino Girolami (1962)
- I promessi sposi, episodio di La donna degli altri è sempre più bella, regia di Marino Girolami (1963)
- Obiettivo ragazze, regia di Mario Mattoli (1963)
- Le monachine, regia di Luciano Salce (1963)
- La società calcistica, episodio di Gli imbroglioni, regia di Luigi Fulci (1963)
- Pomicioni di provincia, episodio di Siamo tutti pomicioni, regia di Marino Girolami (1963)
- I quattro moschettieri, regia di Carlo Ludovico Bragaglia (1963)
- Amore e arte, episodio di Amore in 4 dimensioni, regia di Gianni Puccini (1964)
- Cleopazza, regia di Carlo Moscovini (1964)
- Le sette vipere (Il marito latino), regia di Renato Polselli (1964)
- Oltraggio al pudore, regia di Silvio Amadio (1964)
- Sedotti e bidonati, regia di Giorgio Bianchi (1964)
- Un mostro e mezzo, regia di Steno (1964)
- Quel porco di Maurizio, episodio di Letti sbagliati, regia di Steno (1965)
- I figli del leopardo, regia di Sergio Corbucci (1965)
- 7 uomini d'oro, regia di Marco Vicario (1965)
- La vedovella, regia di Silvio Siano (1965)
- Questo pazzo, pazzo mondo della canzone, regia di Bruno Corbucci e Giovanni Grimaldi (1965)
- Mondo pazzo... gente matta!, regia di Renato Polselli (1966)
- Il grande colpo dei 7 uomini d'oro, regia di Marco Vicario (1966)
- Il ladro della Gioconda, regia di Michel Deville (1966)
- Spie contro il mondo, regia di Alberto Cardone (1966)
- 7 monaci d'oro, regia di Marino Girolami (1966)
- La bisbetica domata, regia di Franco Zeffirelli (1967)
- Crónica de nueve meses, regia di Mariano Ozores (1967)

### Televisione
- Anima allegre, commedia di Fratelli Quintero, regia di Claudio Fino, trasmessa  13 febbraio 1955
- No, no, Nanette - film TV (1955)
- Un cappello di paglia di Firenze - film TV (1955)
- Cime tempestose - miniserie TV, 4 episodi (1956)
- Il delitto della Rue de Lourcine - film TV (1957)
- Più rosa che giallo - serie TV, 7 episodi (1962)
- Biblioteca di Studio Uno - miniserie TV, 1 episodio (1964)
- Il giornalino di Gian Burrasca - serie TV, 1 episodio (1964)

## Prosa radiofonica Eiar
- Autunno, commedia di Gherardo Gherardi, regia di Guglielmo Morandi, trasmessa il 8 aprile 1943

## Prosa radiofonica Rai
- L'armadietto cinese, commedia di Aldo De Benedetti, regia di Guglielmo Morandi, trasmessa il 17 ottobre 1949.

## Programmi varietà radiofonici
- Cocorito poliziotto, programma per ragazzi di Alberto Perrini, regia di Nino Meloni, trasmesso febbraio marzo 1952.
- Punto interrogativo, conduttori Delia Scala e Silvio Gigli, con Teddy Reno, orchestra di Lelio Luttazzi - varietà (1952)

## Discografia

### Album
- 1958 - Irma la dolce (con Vittorio Gassman e Anna Maria Ferrero)

### Singoli
- 1959 - Il Mattatore/Tic Tac (con Anna Maria Ferrero, split con il Quartetto Cetra)
- Poesie di Vincenzo Cardarelli
- Le avventure di Cocorito (con Franca Valeri)